# منتدى تشيرنوبيل

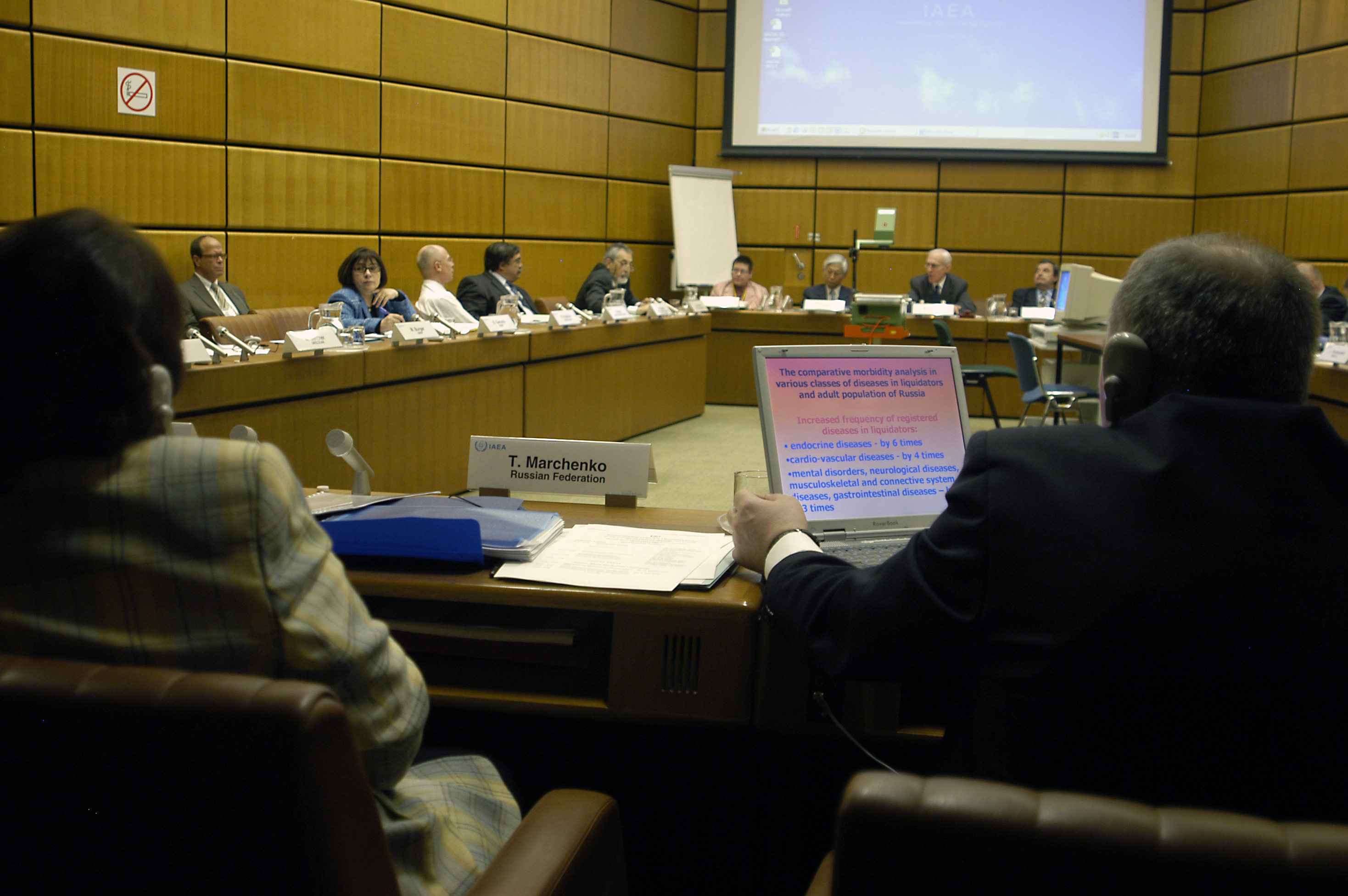
اجتماع منتدى تشيرنوبيل اجتماع منتدى تشيرنوبيل في مقر الوكالة في فيينا، النمسا. 10 مارس 2004 حقوق الصورة: دين كالما / الوكالة الدولية للطاقة الذرية تعمل الوكالة الدولية للطاقة الذرية على إنشاء "منتدى تشيرنوبيل" بهدف إعطاء الناس في القرى المتضررة مزيدًا من اليقين، من خلال إصدار بيانات واقعية وموثوقة حول التأثيرات الصحية الناجمة عن التعرض للإشعاع من انفجار المفاعل وعواقبه البيئية. اجتمع المنتدى - الذي يضم ثماني منظمات تابعة للأمم المتحدة وبيلاروسيا وروسيا وأوكرانيا - في فيينا يومي 10 و11 مارس 2004 في مقر الوكالة الدولية للطاقة الذرية.

منتدي تشيرنوبيل هو اسم مجموعة من وكلاء الأمم المتحدة، تأسست في الفترة من 3 إلي 5 فبراير 2003، في مقر الوكالة الدولية للطاقة الذرية في فيينا، من أجل تقييم علمي للآثار الصحية والآثار البيئية الناتجة عن حادثة تشيرنوبل وإصدار وقائع حقيقة، تقارير موثوق منها عن آثارها البيئية والصحية.

## المشاركين
شارك في منتدي تشيرنوبيل ثماني منظمات تابعة للأمم المتحدة:
- الوكالة الدولية للطاقة الذرية (IAEA).
- منظمة الأغذية والزراعة (FAO).
- مكتب الأمم المتحدة لتنسيق الشؤون الإنسانية (OCHA).
- برنامج الأمم المتحدة الإنمائي (UNDP).
- برنامج الأمم المتحدة للبيئة (UNEP).
- لجنة الأمم المتحدة العلمية المعنية بآثار الإشعاع الذري (UNSCEAR).
- منظمة الصحة العالمية (WHO).
- البنك الدولي.

يضم منتدى تشيرنوبيل أيضًا حكومات روسيا البيضاء وروسيا وأوكرانيا.

## المنشورات
في 5 سبتمبر 2005، أصدر منتدي تشيرنوبيل تقريرا علميا شاملا للتقييم بشأن عواقب حادث تشيرنوبيل بعنوان «تراث تشيرنوبيل: الآثار الصحية والبيئية والاجتماعية والاقتصادية».
في مارس 2006، تم مراجعة نسخة وإصدارها وهي متاحه هنا، إلى جانب تقرير المنتدى «توصيات إلى حكومات روسيا البيضاء والاتحاد الروسي وأوكرانيا».
يغطي التقرير الإشعاع البيئي وصحة الإنسان والجوانب الاجتماعية والاقتصادية. وقد ساهم حوالي 100 خبير معترف بهم من العديد من البلدان، بما في ذلك روسيا البيضاء وروسيا وأوكرانيا. يدعي التقرير أنه «التقييم الأكثر شمولاً لعواقب الحادث حتى الآن» وأنه يمثل «وجهة نظر متفق عليها للمنظمات الثماني التابعة إلي الأمم المتحدة وفقًا لكفاءاتها والبلدان الثلاثة المتضررة».
يذكر التقرير عن عدد قتلي الحادث أن 28 من عمال الطوارئ ماتوا من ملازمة الإشعاع الحاد، 15 بسبب سرطان الغدة الدرقية. يقدر ان حالات الوفاة الناجمة عن سرطان تشيرنوبيل قد تصل إلي حوالي 4000 من بين 600000 عامل تنظيف أو «عامل تصفية» ممن تلقوا أكبر التعرض.
تقدر إحدى الدراسات انه يوجد 5000 حاله وفاة أخري من السكان المعرضين لمنطقة الحادث، وحوالي 6 ملايين شخص يعيشون في المناطق الملوثة في أوكرانيا وبيلاروسيا وروسيا. تشير الدارسات أيضا إلي أنه لم تحدث زيادة كبيرة في خطر الإصابة بسرطان الغدة الدرقية. ثبت علميا حتى الآن؛ أن هذا التنبؤ ليس سوى مؤشر على التأثير المحتمل للحادث، ويجب ألا يؤخذ بالقيمة الاسمية.
يقتبس التقرير 4000 حالة من حالات الإصابة بسرطان الغدة الدرقية الناتجة عن الحادث، خاصة عند الأطفال والمراهقين وقت وقوع الحادث؛ لكن معدل البقاء على قيد الحياة هو 99 ٪ تقريبا. نظرًا لأن معظم عمال الطوارئ والأشخاص الذين يعيشون في المناطق الملوثة تلقوا جرعات إشعاعية منخفضة نسبيًا، مقارنة بمستويات الخلفية الطبيعية، لم يلاحظ أي انخفاض في الخصوبة أو زيادة في التشوهات الخلقية.
يشير التقرير إلى أن العديد من الأشخاص أصيبوا بصدمة اثناء الحادث؛ فمزالوا قلقين بشأن صحتهم، وهم ينظرون إلى أنفسهم كضحايا عاجزين وليسوا ناجين، وذلك بسبب عدم وجود معلومات موثوقة عن آثار الحادث. يوصي منتدى تشيرنوبيل بمساعدة الأشخاص الذين تم نقلهم إلى تطبيع حياتهم وتحسين فرص الحصول على الخدمات الاجتماعية والعمالة.
ولخص التقرير أيضا إلى أن الخطر الأكبر من الآثار الطويلة الأجل للتعرض للإشعاع، هو خطر على الصحة العقلية الناجمة عن المخاوف المبالغ فيها حول آثار الإشعاع:

"...إن تسمية السكان المتأثرين" كضحايا "بدلاً من" ناجين "قد دفعهم إلى أنهم يرون أنفسهم عاجزين وضعفاء لا يستطيعون السيطرة علي مستقبلهم. وقد أدي هذا بدورة إلى السلوك المفرط والحذر من المبالغة في الاهتمام بالصحة، أو إلى سلوك متهور، مثل عدم استهلاك الفطر والتوت والألعاب من المناطق التي يعتقدون أنها ما زالت مصابة بالتلوث والإفراط في تناول الكحوليات والتبغ والنشاط الجنسي العشوائي غير المحمي.

## وصلات خارجية
- صفحة منتدى تشيرنوبيل على موقع الوكالة الدولية للطاقة الذرية
- تقرير منتدى تشيرنوبيل «تراث تشيرنوبيل: الآثار الصحية والبيئية والاجتماعية الاقتصادية»
- زيارة داخل موقع تشيرنوبل عام 2016.